# سارنين (سويسرا)
سارنين (بالفرنسية: Sarnen)‏ هي بلدية وعاصمة لكانتون أوبفالدن في سويسرا. يقدر عدد سكانها بـ 9,959 نسمة .

## أعلام
- فرانز بوتشر
- يوناس أوملين